# Lifted (album de CL)
Pour les articles homonymes, voir Lifted.
Lifted est le premier EP en anglais de CL.
L'album est prévu pour une sortie au printemps 2016 sous le label de Diplo, Mad Decent.

## Liste des titres
| No | Titre         | Auteur               | Producteur(s)         | Durée |
| -- | ------------- | -------------------- | --------------------- | ----- |
| 1. | Hello Bitches | CL                   | DJ Replay, Teddy Park | 2:58  |
| 2. | Lifted        | CL, Park, Asher Roth | Teddy Park            | 3:15  |
| 3. | Birthday      |                      |                       |       |
| 4. | One           |                      |                       |       |
| 5. | Fallin'       | Bibi Bourelly        | BloodPop, DJ Dahi     |       |

- Seuls les titres des morceaux sont connus, leur ordre peut changer lorsque la liste des pistes sera officiellement dévoilée.

## Autour de l'album
CL a déclaré que la sortie de l'album a pris du retard -il était initialement prévu pour sortir au printemps 2015- et qu'elle travaille encore dessus.
Le titre Hello Bitches est sorti le 21 novembre 2015 en écoute et en téléchargement gratuit sur la plateforme SoundCloud afin de créer du buzz autour de CL -qui se lance aux États-Unis- et de son album à venir, d'où le nom « buzz single ».

Face à un accueil positif, il est possible de l'acheter légalement sur iTunes depuis le 22 novembre 2015.
Hello Bitches n'étant pas considéré comme étant le premier single officiel de CL de par son clip se concentrant simplement sur de la chorégraphie, la chanson Lifted sortie le 19 août 2016 est alors le premier single de l'artiste faisant partie de l'album.

## Classement et ventes
| Année | Titre         | Meilleure position | Ventes   |
| ----- | ------------- | ------------------ | -------- |
| 2015  | Hello Bitches | 18                 | 180 448, |